# Велики Поповић
Велики Поповић је насеље у Србији у општини Деспотовац у Поморавском округу. Према попису из 2022. било је 1.123 становника.
Овде се налазе Запис платан у центру (Велики Поповић), Запис липа код цркве (Велики Поповић), Запис Милића храст (Велики Поповић).

## Историја
Указом од 8. јула 1882. године Велики Поповић је проглашен варошицом у срезу деспотовачком округу моравском. У месту је 1926. године почела градња прве православне цркве. Трговац из те варошице Милоје Новаковић поклонио је земљиште за нову цркву, трговац из Пожаревца, Ђока Цветковић поклонио је Црквеном одбору на располагање једну кућу са плацем у Поповићу. Њеном продајом повећан је новчани фонд предвиђен за градњу храма.

## Порекло становништва
Подаци датирају из 1926. г.
Село се дели на мале: Рватску, Дебељанску, Ковачку, Субицку, Циганску и на Варошицу.
У Рватској Мали су:
- Рвати (12 к., Митровдан). Стари Никола Рват, који је умро 1673. г. доселио се из Хрватске и узео под закуп од старог Ковача воденицу на Ресави. После се са Ковачевом фамилијом ородио и ту остао. Тада је село било у данашњем Селишту.

У Дебељанској Мали су:
- Дебељанци (60 к., Св. Ђорђе Алимпије), дошли су са Косова. Тамо се звали Поганци.

У Ковачкој Мали су:
- Ковачи - Ковачевићи - Ковачићи (60 к., Св. Ђорђе и Ђурђевдан), староседеоци су и овде су дошли из Селишта.

У Субицкој су Мали:
- Субићи (60 к., Св. Арханђел), староседеоци су. Презивају се и Брнзарци зато што је неки њихов прадед узео или украо Власима сир (брнзо).

У Циганској су Мали:
- Цаићи - Мулићи (50 к., Св. Никола), Цигани, дошли око 1870. г. из Брестова.

У Варошици су:
- Марјановић из Трућевца.
- Новаковић из Роанде.
- Деспотовић из Малог Поповића.
- Димовић и Стаменковић из Македоније.
- Николић из Гопеша у Македонији.
- Поповић из Гопеша.
- Радовановић из Роанде, а тамо из Ђаковице.
- Петровић из Великог Лаола.
- Тошић из Лебана.
- Стојановић из Лесковца.
- Папић из Баната.
- Јовановић из Кушиљева.
- Јованавић из Витанца.
- Белобркић из Лесковца.
- Лукић из Седлара.
- Јанковић из Старог Аџибеговца.
- Димитријевић и Гроздановић из Свилајнца.
- Милић и Стевановић из Великог Поповића.

## Демографија
У насељу Велики Поповић живи 1193 пунолетна становника, а просечна старост становништва износи 43,5 година (42,3 код мушкараца и 44,6 код жена). У насељу има 433 домаћинства, а просечан број чланова по домаћинству је 3,36.
Ово насеље је великим делом насељено Србима (према попису из 2002. године), а у последња три пописа, примећен је пад у броју становника.
|  |

| Демографија | Демографија | Демографија |
| Година      | Становника  | Становника  |
| ----------- | ----------- | ----------- |
| 1948.       | 1.958       |             |
| 1953.       | 2.011       |             |
| 1961.       | 2.114       |             |
| 1971.       | 2.000       |             |
| 1981.       | 1.974       |             |
| 1991.       | 1.768       | 1.581       |
| 2002.       | 1.455       | 1.791       |

| Етнички састав према попису из 2002.‍ | Етнички састав према попису из 2002.‍ | Етнички састав према попису из 2002.‍ | Етнички састав према попису из 2002.‍ | Етнички састав према попису из 2002.‍ |
| ------------------------------------ | ------------------------------------ | ------------------------------------ | ------------------------------------ | ------------------------------------ |
|                                      |                                      |                                      |                                      |                                      |
| Срби                                 | Срби                                 |                                      | 1.417                                | 97,38%                               |
| Роми                                 | Роми                                 |                                      | 11                                   | 0,75%                                |
| Југословени                          | Југословени                          |                                      | 6                                    | 0,41%                                |
| Румуни                               | Румуни                               |                                      | 1                                    | 0,06%                                |
| Албанци                              | Албанци                              |                                      | 1                                    | 0,06%                                |
| непознато                            | непознато                            |                                      | 12                                   | 0,82%                                |

| \| \| м \| \| \| ж \| \| ? \| 0 \| \| \| 0 \| \| 80+ \| 19 \| \| \| 30 \| \| 75—79 \| 29 \| \| \| 45 \| \| 70—74 \| 52 \| \| \| 65 \| \| 65—69 \| 54 \| \| \| 74 \| \| 60—64 \| 40 \| \| \| 40 \| \| 55—59 \| 21 \| \| \| 35 \| \| 50—54 \| 49 \| \| \| 44 \| \| 45—49 \| 69 \| \| \| 58 \| \| 40—44 \| 42 \| \| \| 50 \| \| 35—39 \| 38 \| \| \| 39 \| \| 30—34 \| 39 \| \| \| 38 \| \| 25—29 \| 43 \| \| \| 47 \| \| 20—24 \| 48 \| \| \| 47 \| \| 15—19 \| 48 \| \| \| 36 \| \| 10—14 \| 37 \| \| \| 46 \| \| 5—9 \| 41 \| \| \| 34 \| \| 0—4 \| 23 \| \| \| 35 \| \| Просек : \| 42,3 \| \| \| 44,6 \| |      |  |  |      |
| |      |  |  |      |
| | м    |  |  | ж    |
| ? | 0    |  |  | 0    |
| 80+ | 19   |  |  | 30   |
| 75—79 | 29   |  |  | 45   |
| 70—74 | 52   |  |  | 65   |
| 65—69 | 54   |  |  | 74   |
| 60—64 | 40   |  |  | 40   |
| 55—59 | 21   |  |  | 35   |
| 50—54 | 49   |  |  | 44   |
| 45—49 | 69   |  |  | 58   |
| 40—44 | 42   |  |  | 50   |
| 35—39 | 38   |  |  | 39   |
| 30—34 | 39   |  |  | 38   |
| 25—29 | 43   |  |  | 47   |
| 20—24 | 48   |  |  | 47   |
| 15—19 | 48   |  |  | 36   |
| 10—14 | 37   |  |  | 46   |
| 5—9 | 41   |  |  | 34   |
| 0—4 | 23   |  |  | 35   |
| Просек : | 42,3 |  |  | 44,6 |

| Година пописа     | 1948. | 1953. | 1961. | 1971. | 1981. | 1991. | 2002. |
| ----------------- | ----- | ----- | ----- | ----- | ----- | ----- | ----- |
| Број домаћинстава | 423   | 430   | 524   | 540   | 531   | 471   | 433   |

| Број чланова      | 1  | 2  | 3  | 4  | 5  | 6  | 7  | 8 | 9 | 10 и више | Просек |
| ----------------- | -- | -- | -- | -- | -- | -- | -- | - | - | --------- | ------ |
| Број домаћинстава | 87 | 95 | 57 | 79 | 53 | 32 | 17 | 6 | 5 | 2         | 3,36   |

| Пол    | Укупно | Неожењен/Неудата | Ожењен/Удата | Удовац/Удовица | Разведен/Разведена | Непознато |
| ------ | ------ | ---------------- | ------------ | -------------- | ------------------ | --------- |
| Мушки  | 591    | 131              | 403          | 38             | 14                 | 5         |
| Женски | 648    | 79               | 401          | 134            | 31                 | 3         |
| УКУПНО | 1.239  | 210              | 804          | 172            | 45                 | 8         |

| Пол    | Укупно                    | Пољопривреда, лов и шумарство | Рибарство                            | Вађење руде и камена | Прерађивачка индустрија       |
| ------ | ------------------------- | ----------------------------- | ------------------------------------ | -------------------- | ----------------------------- |
| Мушки  | 273                       | 122                           | 0                                    | 4                    | 38                            |
| Женски | 154                       | 98                            | 0                                    | 0                    | 4                             |
| Укупно | 427                       | 220                           | 0                                    | 4                    | 42                            |
|        |                           |                               |                                      |                      |                               |
| Пол    | Производња и снабдевање   | Грађевинарство                | Трговина                             | Хотели и ресторани   | Саобраћај, складиштење и везе |
| Мушки  | 2                         | 23                            | 42                                   | 5                    | 9                             |
| Женски | 0                         | 1                             | 17                                   | 4                    | 2                             |
| Укупно | 2                         | 24                            | 59                                   | 9                    | 11                            |
|        |                           |                               |                                      |                      |                               |
| Пол    | Финансијско посредовање   | Некретнине                    | Државна управа и одбрана             | Образовање           | Здравствени и социјални рад   |
| Мушки  | 1                         | 5                             | 5                                    | 6                    | 3                             |
| Женски | 1                         | 1                             | 2                                    | 12                   | 9                             |
| Укупно | 2                         | 6                             | 7                                    | 18                   | 12                            |
|        |                           |                               |                                      |                      |                               |
| Пол    | Остале услужне активности | Приватна домаћинства          | Екстериторијалне организације и тела | Непознато            | Непознато                     |
| Мушки  | 7                         | 0                             | 0                                    | 1                    | 1                             |
| Женски | 3                         | 0                             | 0                                    | 0                    | 0                             |
| Укупно | 10                        | 0                             | 0                                    | 1                    | 1                             |